# Leśna Woda
Leśna Woda – przysiółek wsi Błota w Polsce położony w województwie opolskim, w powiecie brzeskim, w gminie Lubsza. Miejscowość wchodzi w skład sołectwa Błota.
W latach 1975–1998 miejscowość administracyjnie należała do ówczesnego województwa opolskiego.